# August Zotterman
Erik August Zotterman (i riksdagen kallad Zotterman i Vadstena), född 16 november 1844 i Knutby socken, Uppsala län, död 5 juli 1918 i Vadstena församling, Östergötlands län, var en svensk skolman och politiker.
August Zotterman, som var son till en skomakare, utbildade sig till folkskollärare i Uppsala och var senare lärare vid Manilla dövstuminstitut innan han åren 1878–1902 var föreståndare för Vadstena dövstumskola. Han var även framträdande i Vadstena stads politiska liv, bland annat som drätselkammarens ordförande 1908–1915 och stadsfullmäktiges ordförande 1917–1918.
Zotterman var riksdagsledamot i andra kammaren 1891–1899 för Vadstena, Skänninge, Söderköpings, Motala och Gränna valkrets. År 1891–1894 tillhörde han Gamla lantmannapartiet och år 1895–1896 Frihandelsvänliga centern. Han var därefter partilös vid riksdagarna 1897–1898 varefter han anslöt sig till den liberalt präglade Friesenska diskussionsklubben vid 1899 års riksdag. I riksdagen engagerade han sig särskilt i skolfrågor.